# Haplopelma salangense
Haplopelma salangense är en spindelart som först beskrevs av Embrik Strand 1907.  Haplopelma salangense ingår i släktet Haplopelma och familjen fågelspindlar. Inga underarter finns listade i Catalogue of Life.